# Nyergesújfalu
Nyergesújfalu (niem. Sattel-Neudorf) – miasto na Węgrzech, w komitacie Komárom-Esztergom, w powiecie Esztergom. Położone jest w północnej części kraju, nad Dunajem, który na tym odcinku stanowi granicę ze Słowacją.

## Miasta partnerskie
- Karlsdorf-Neuthard
- Neu Wulmstorf